# Segunda fase da Copa Libertadores da América de 2011
A segunda fase da Copa Libertadores da América de 2011, também conhecida como fase de grupos, foi disputada entre 9 de fevereiro e 20 de abril. O sorteio dos grupos ocorreu em Assunção, no Paraguai, em 25 de novembro de 2010.
Após a modificação no ano anterior devido a inclusão de clubes mexicanos diretamente nas oitavas-de-final, a competição retornou ao formato tradicional, onde o campeão e o vice de cada grupo ao final de seis jogos disputados dentro dos grupos avançaram à fase final, iniciando a partir das oitavas.

## Critérios de desempate
De acordo com o regulamento estabelecido para esta edição, caso duas ou mais equipes empatassem em números de pontos ao final da segunda fase, os seguintes critérios seriam aplicados:
1. melhor saldo de gols entre as equipes em questão;
2. maior número de gols marcados entre as equipes em questão;
3. maior número de gols marcados como visitante entre as equipes em questão;
4. sorteio.

## Grupos
|  | Equipes classificadas para a fase final |
|  | Equipes eliminadas                      |

Todas as partidas estão no horário local.

### Grupo 1
| Equipe                 | Pts | J | V | E | D | GP | GC | SG |
| ---------------------- | --- | - | - | - | - | -- | -- | -- |
| Libertad               | 14  | 6 | 4 | 2 | 0 | 13 | 5  | +8 |
| Once Caldas            | 7   | 6 | 1 | 4 | 1 | 7  | 8  | -1 |
| Universidad San Martín | 6   | 6 | 2 | 0 | 4 | 7  | 11 | -4 |
| San Luis               | 5   | 6 | 1 | 2 | 3 | 6  | 9  | -3 |

| 15 de fevereiro | San Luis    | 1 – 2     | Libertad                         | Estádio Alfonso Lastras Ramírez, San Luis Potosí |
| 18:45 (UTC-6)   | Cavallo 40' | Relatório | Pavlovich 18' · Aquino 56' (pen) | Árbitro: COL José Buitrago                       |

| 16 de fevereiro | Once Caldas | 0 – 3     | Universidad San Martín          | Estádio Palogrande, Manizales |
| 21:15 (UTC-5)   |             | Relatório | Arriola 37', 59' · Alemanno 41' | Árbitro: ARG Sergio Pezzotta  |

| 22 de fevereiro | Universidad San Martín       | 2 – 0     | San Luis | Estádio Miguel Grau, Callao |
| 19:30 (UTC-5)   | Labarthe 84' · Marinelli 90' | Relatório |          | Árbitro: BRA Wilson Seneme  |

| 22 de fevereiro | Once Caldas | 1 – 1     | Libertad  | Estádio Palogrande, Manizales |
| 21:45 (UTC-5)   | Moreno 29'  | Relatório | Ayala 90' | Árbitro: ARG Saúl Laverni     |

| 2 de março    | San Luis   | 1 – 1     | Once Caldas | Estádio Alfonso Lastras Ramírez, San Luis Potosí |
| 21:15 (UTC-6) | Arroyo 18' | Relatório | Rentería 3' | Árbitro: BOL Joaquín Antequera                   |

| 8 de março    | Libertad                                                  | 5 – 1     | Universidad San Martín | Estádio Dr. Nicolás Leoz, Assunção |
| 19:15 (UTC-3) | Rojas 14' · Orué 19' · Maciel 28' · Ayala 50' · Pouso 85' | Relatório | Alemanno 5'            | Árbitro: URU Roberto Silvera       |

| 15 de março   | Universidad San Martín | 0 – 1     | Libertad         | Estádio Miguel Grau, Callao |
| 17:15 (UTC-5) |                        | Relatório | Aquino 24' (pen) | Árbitro: BRA Héber Lopes    |

| 15 de março   | Once Caldas | 1 – 1     | San Luis   | Estádio Palogrande, Manizales |
| 21:45 (UTC-5) | Núñez 79'   | Relatório | Medina 90' | Árbitro: ECU Omar Ponce       |

| 22 de março   | Libertad             | 2 – 2     | Once Caldas       | Estádio Dr. Nicolás Leoz, Assunção |
| 21:15 (UTC-3) | Pavlovich 16', 90+4' | Relatório | Rentería 12', 19' | Árbitro: URU Líber Prudente        |

| 22 de março   | San Luis                    | 3 – 1     | Universidad San Martín | Estádio Alfonso Lastras Ramírez, San Luis Potosí |
| 20:30 (UTC-6) | Medina 4' · Arroyo 14', 75' | Relatório | Quinteros 61'          | Árbitro: ARG Diego Abal                          |

| 19 de abril   | Libertad                     | 2 – 0     | San Luis | Estádio Dr. Nicolás Leoz, Assunção |
| 21:30 (UTC-4) | González 11' · Pavlovich 17' | Relatório |          | Árbitro: BRA Sálvio Fagundes       |

| 19 de abril   | Universidad San Martín | 0 – 2     | Once Caldas                 | Estádio Miguel Grau, Callao |
| 20:30 (UTC-5) |                        | Relatório | Rentería 16' · Mirabaje 75' | Árbitro: CHI Enrique Osses  |

### Grupo 2
| Equipe                 | Pts | J | V | E | D | GP | GC | SG |
| ---------------------- | --- | - | - | - | - | -- | -- | -- |
| Junior de Barranquilla | 13  | 6 | 4 | 1 | 1 | 9  | 7  | +2 |
| Grêmio                 | 10  | 6 | 3 | 1 | 2 | 9  | 6  | +3 |
| Oriente Petrolero      | 6   | 6 | 2 | 0 | 4 | 7  | 8  | -1 |
| León de Huánuco        | 5   | 6 | 1 | 2 | 3 | 4  | 8  | -4 |

| 17 de fevereiro | León de Huánuco | 1 – 2     | Junior de Barranquilla  | Estádio Heraclio Tapia, Huánuco |
| 14:30 (UTC-5)   | Elías 87'       | Relatório | Viáfara 23' · Bacca 66' | Árbitro: BRA Paulo de Oliveira  |

| 17 de fevereiro | Grêmio                              | 3 – 0     | Oriente Petrolero | Estádio Olímpico, Porto Alegre              |
| 19:45 (UTC-2)   | Douglas 43' (pen), 70' · Gílson 48' | Relatório |                   | Público: 35,693 Árbitro: URU Líber Prudente |

| 23 de fevereiro | León de Huánuco | 1 – 0     | Oriente Petrolero | Estádio Heraclio Tapia, Huánuco |
| 15:15 (UTC-5)   | Zegarra 35'     | Relatório |                   | Árbitro: VEN Marlon Escalante   |

| 24 de fevereiro | Junior de Barranquilla      | 2 – 1     | Grêmio    | Estádio Metropolitano, Barranquilla |
| 21:45 (UTC-5)   | Hernández 29' · Viáfara 74' | Relatório | Borges 5' | Árbitro: MEX Marco Rodríguez        |

| 3 de março    | Grêmio                            | 2 – 0     | León de Huánuco | Estádio Olímpico, Porto Alegre             |
| 20:15 (UTC-3) | André Lima 42' · Borges 55' (pen) | Relatório |                 | Público: 28,605 Árbitro: CHI Enrique Osses |

| 9 de março    | Oriente Petrolero | 1 – 2     | Junior de Barranquilla | Estádio Ramón Tahuichi Aguilera, Santa Cruz |
| 18:30 (UTC-4) | Arce 90+2'        | Relatório | Cortés 27' · Páez 46'  | Árbitro: ARG Gabriel Favale                 |

| 17 de março   | León de Huánuco | 1 – 1     | Grêmio             | Estádio Heraclio Tapia, Huánuco |
| 15:00 (UTC-5) | Elías 44'       | Relatório | Carlos Alberto 54' | Árbitro: MEX Roberto García     |

| 17 de março   | Junior de Barranquilla | 2 – 1     | Oriente Petrolero | Estádio Metropolitano, Barranquilla |
| 21:45 (UTC-5) | Bacca 65', 72' (pen)   | Relatório | Campos 48'        | Árbitro: VEN Juan Soto              |

| 24 de março   | Oriente Petrolero     | 2 – 0     | León de Huánuco | Estádio Ramón Tahuichi Aguilera, Santa Cruz |
| 18:30 (UTC-4) | Peña 17' · Campos 78' | Relatório |                 | Árbitro: ECU Alfredo Intriago               |

| 7 de abril    | Grêmio                 | 2 – 0     | Junior de Barranquilla | Estádio Olímpico, Porto Alegre |
| 19:15 (UTC-3) | Lúcio 33' · Borges 60' | Relatório |                        | Árbitro: ARG Héctor Baldassi   |

| 14 de abril   | Oriente Petrolero                      | 3 – 0     | Grêmio | Estádio Ramón Tahuichi Aguilera, Santa Cruz |
| 21:45 (UTC-4) | Fernández 51' · Saucedo 75' · Arce 80' | Relatório |        | Árbitro: ECU Omar Ponce                     |

| 14 de abril   | Junior de Barranquilla | 1 – 1     | León de Huánuco | Estádio Metropolitano, Barranquilla |
| 20:45 (UTC-5) | Gómez 76'              | Relatório | Rodríguez 84'   | Árbitro: ECU Carlos Vera            |

### Grupo 3
| Equipe             | Pts | J | V | E | D | GP | GC | SG |
| ------------------ | --- | - | - | - | - | -- | -- | -- |
| América            | 10  | 6 | 3 | 1 | 2 | 8  | 7  | +1 |
| Fluminense         | 8   | 6 | 2 | 2 | 2 | 9  | 9  | 0  |
| Nacional           | 8   | 6 | 2 | 2 | 2 | 3  | 3  | 0  |
| Argentinos Juniors | 7   | 6 | 2 | 1 | 3 | 9  | 10 | -1 |

| 9 de fevereiro | Fluminense            | 2 – 2     | Argentinos Juniors | Estádio Engenhão, Rio de Janeiro           |
| 22:00 (UTC-2)  | Rafael Moura 58', 74' | Relatório | Niell 44', 70'     | Público: 14,031 Árbitro: PAR Carlos Torres |

| 15 de fevereiro | América                | 2 – 0     | Nacional | Estádio Azteca, Cidade do México |
| 21:00 (UTC-6)   | Sánchez 4' · Vuoso 48' | Relatório |          | Árbitro: COL Óscar Ruiz          |

| 23 de fevereiro | Fluminense | 0 – 0     | Nacional | Estádio Engenhão, Rio de Janeiro |
| 21:50 (UTC-3)   |            | Relatório |          | Árbitro: PAR Carlos Amarilla     |

| 24 de fevereiro | Argentinos Juniors                            | 3 – 1     | América        | Estádio Diego Armando Maradona, Buenos Aires |
| 21:30 (UTC-3)   | Salcedo 45' (pen), 73' · Sánchez Prette 90+3' | Relatório | Montenegro 27' | Árbitro: PER Víctor Carrillo                 |

| 2 de março    | Nacional | 0 – 1     | Argentinos Juniors | Estádio Gran Parque Central, Montevidéu |
| 20:30 (UTC-2) |          | Relatório | Niell 21'          | Árbitro: PAR Antonio Arias              |

| 2 de março    | América     | 1 – 0     | Fluminense | Estádio Azteca, Cidade do México |
| 18:50 (UTC-6) | Márquez 70' | Relatório |            | Árbitro: COL Wilmar Roldán       |

| 15 de março   | Argentinos Juniors | 0 – 1     | Nacional   | Estádio Diego Armando Maradona, Buenos Aires |
| 21:30 (UTC-3) |                    | Relatório | García 34' | Árbitro: CHI Enrique Osses                   |

| 23 de março   | Fluminense                      | 3 – 2     | América          | Estádio Engenhão, Rio de Janeiro |
| 21:50 (UTC-3) | Gum 21' · Araújo 80' · Deco 87' | Relatório | Sánchez 15', 72' | Árbitro: PAR Antonio Arias       |

| 6 de abril    | Nacional        | 2 – 0     | Fluminense | Estádio Centenario, Montevidéu |
| 21:45 (UTC-3) | García 50', 67' | Relatório |            | Árbitro: COL Óscar Ruiz        |

| 6 de abril    | América                 | 2 – 1     | Argentinos Juniors | Estádio Azteca, Cidade do México |
| 21:50 (UTC-5) | Vuoso 73' · Márquez 82' | Relatório | Niell 49'          | Árbitro: PAR Carlos Amarilla     |

| 20 de abril   | Nacional | 0 – 0     | América | Estádio Centenario, Montevidéu |
| 21:50 (UTC-3) |          | Relatório |         | Árbitro: PER Víctor Carrillo   |

| 20 de abril   | Argentinos Juniors              | 2 – 4     | Fluminense                                               | Estádio Diego Armando Maradona, Buenos Aires |
| 21:50 (UTC-3) | Salcedo 26' (pen) · Oberman 54' | Relatório | Júlio César 18' · Fred 40', 89' (pen) · Rafael Moura 68' | Árbitro: COL Wilmar Roldán                   |

### Grupo 4
| Equipe               | Pts | J | V | E | D | GP | GC | SG |
| -------------------- | --- | - | - | - | - | -- | -- | -- |
| Universidad Católica | 11  | 6 | 3 | 2 | 1 | 11 | 9  | +2 |
| Vélez Sarsfield      | 10  | 6 | 3 | 1 | 2 | 12 | 7  | +5 |
| Caracas              | 9   | 6 | 3 | 0 | 3 | 7  | 10 | -3 |
| Unión Española       | 4   | 6 | 1 | 1 | 4 | 7  | 11 | -4 |

| 15 de fevereiro | Vélez Sarsfield                                | 3 – 0     | Caracas | Estádio José Amalfitani, Buenos Aires |
| 19:30 (UTC-3)   | Moralez 45' · Ramírez 61' · Martínez 84' (pen) | Relatório |         | Árbitro: CHI Enrique Osses            |

| 16 de fevereiro | Unión Española               | 2 – 2     | Universidad Católica     | Estádio Santa Laura, Santiago |
| 18:45 (UTC-3)   | Monje 48' · Leal 90+2' (pen) | Relatório | Pratto 68' · Meneses 73' | Árbitro: CHI Claudio Puga     |

| 3 de março    | Vélez Sarsfield                      | 3 – 4     | Universidad Católica                       | Estádio José Amalfitani, Buenos Aires |
| 20:15 (UTC-3) | Ortiz 20' · Fernández 21' · Papa 45' | Relatório | Pratto 1', 88' · Costa 74' · Pizarro 90+1' | Árbitro: PAR Carlos Torres            |

| 3 de março       | Caracas                          | 2 – 0     | Unión Española | Estádio Olímpico da UCV, Caracas |
| 21:00 (UTC-4:30) | Jiménez 39' (pen) · Barahona 54' | Relatório |                | Árbitro: ECU Carlos Vera         |

| 9 de março    | Universidad Católica | 1 – 3     | Caracas                         | Estádio San Carlos de Apoquindo, Santiago |
| 21:45 (UTC-3) | Calandria 53'        | Relatório | Cabezas 46', 50' · Barahona 49' | Árbitro: BOL Raúl Orosco                  |

| 10 de março   | Unión Española        | 2 – 1     | Vélez Sarsfield | Estádio Santa Laura, Santiago |
| 19:15 (UTC-3) | Ligüera 3' · Leal 26' | Relatório | Ramírez 69'     | Árbitro: BRA Wilson Seneme    |

| 22 de março      | Caracas | 0 – 2     | Universidad Católica        | Estádio Olímpico da UCV, Caracas |
| 19:45 (UTC-4:30) |         | Relatório | Villanueva 49' · Pratto 85' | Árbitro: MEX Paul Delgadillo     |

| 24 de março   | Vélez Sarsfield      | 2 – 1     | Unión Española | Estádio José Amalfitani, Buenos Aires |
| 21:45 (UTC-3) | Papa 23' · Silva 69' | Relatório | Delgado 34'    | Árbitro: BRA Sálvio Fagundes          |

| 6 de abril    | Unión Española | 1 – 2     | Caracas                 | Estádio Santa Laura, Santiago |
| 19:30 (UTC-3) | Jaime 3'       | Relatório | Peña 34' · Martínez 83' | Árbitro: BRA Leandro Vuaden   |

| 7 de abril    | Universidad Católica | 0 – 0     | Vélez Sarsfield | Estádio San Carlos de Apoquindo, Santiago |
| 21:30 (UTC-3) |                      | Relatório |                 | Árbitro: URU Jorge Larrionda              |

| 14 de abril   | Universidad Católica                | 2 – 1     | Unión Española | Estádio San Carlos de Apoquindo, Santiago |
| 20:30 (UTC-3) | Calandria 49' · Espinoza 78' (g.c.) | Relatório | Harbottle 47'  | Árbitro: CHI Jorge Osório                 |

| 14 de abril      | Caracas | 0 – 3     | Vélez Sarsfield              | Estádio Olímpico da UCV, Caracas |
| 19:00 (UTC-4:30) |         | Relatório | Moralez 21' · Silva 47', 52' | Árbitro: COL José Buitrago       |

### Grupo 5
| Equipe            | Pts | J | V | E | D | GP | GC | SG |
| ----------------- | --- | - | - | - | - | -- | -- | -- |
| Cerro Porteño     | 11  | 6 | 3 | 2 | 1 | 13 | 8  | +5 |
| Santos            | 11  | 6 | 3 | 2 | 1 | 11 | 8  | +3 |
| Colo-Colo         | 9   | 6 | 3 | 0 | 3 | 15 | 16 | -1 |
| Deportivo Táchira | 2   | 6 | 0 | 2 | 4 | 5  | 12 | -7 |

| 15 de fevereiro  | Deportivo Táchira | 0 – 0     | Santos | Estádio Polideportivo de Pueblo Nuevo, San Cristóbal |
| 20:45 (UTC-4:30) |                   | Relatório |        | Árbitro: ECU Carlos Vera                             |

| 17 de fevereiro | Cerro Porteño                                         | 5 – 2     | Colo-Colo                  | Estádio General Pablo Rojas, Assunção |
| 20:00 (UTC-3)   | Nanni 2', 69' (pen) · dos Santos 7' · Iturbe 47', 86' | Relatório | Jorquera 13' · Paredes 74' | Árbitro: BRA Héber Lopes              |

| 1 de março       | Deportivo Táchira  | 2 – 4     | Colo-Colo                                     | Estádio Polideportivo de Pueblo Nuevo, San Cristóbal |
| 21:00 (UTC-4:30) | Gutiérrez 87', 88' | Relatório | Miralles 20', 45' · Paredes 71' · Wilchez 83' | Árbitro: ECU Omar Ponce                              |

| 2 de março    | Santos          | 1 – 1     | Cerro Porteño   | Estádio Vila Belmiro, Santos |
| 21:50 (UTC-3) | Elano 55' (pen) | Relatório | Nanni 90' (pen) | Árbitro: ARG Héctor Baldassi |

| 10 de março   | Cerro Porteño | 1 – 1     | Deportivo Táchira | Estádio General Pablo Rojas, Assunção |
| 19:15 (UTC-3) | Nanni 28'     | Relatório | Herrera 61'       | Árbitro: URU Darío Ubriaco            |

| 16 de março   | Colo-Colo                               | 3 – 2     | Santos                | Estádio Monumental, Santiago |
| 20:50 (UTC-4) | Paredes 27' · Miralles 35' · Scotti 42' | Relatório | Elano 5' · Neymar 49' | Árbitro: ARG Sergio Pezzotta |

| 6 de abril       | Deportivo Táchira | 0 – 2     | Cerro Porteño          | Estádio Polideportivo de Pueblo Nuevo, San Cristóbal |
| 18:00 (UTC-4:30) |                   | Relatório | Nanni 20' · Torres 65' | Árbitro: ARG Sergio Pezzotta                         |

| 6 de abril    | Santos                              | 3 – 2     | Colo-Colo             | Estádio Vila Belmiro, Santos |
| 21:45 (UTC-3) | Elano 34' · Danilo 36' · Neymar 52' | Relatório | Jerez 82' · Rubio 87' | Árbitro: URU Roberto Silvera |

| 12 de abril   | Colo-Colo     | 2 – 1     | Deportivo Táchira | Estádio Monumental, Santiago |
| 21:30 (UTC-3) | Rubio 7', 24' | Relatório | Pérez Greco 4'    | Árbitro: ARG Héctor Baldassi |

| 14 de abril   | Cerro Porteño | 1 – 2     | Santos                        | Estádio General Pablo Rojas, Assunção |
| 19:30 (UTC-4) | Benítez 90+4' | Relatório | Danilo 12' · Maikon Leite 47' | Árbitro: URU Martín Vázquez           |

| 20 de abril   | Santos                                | 3 – 1     | Deportivo Táchira | Estádio do Pacaembu, São Paulo |
| 19:30 (UTC-3) | Neymar 4' · Jonathan 13' · Danilo 72' | Relatório | Chacón 69'        | Árbitro: ARG Néstor Pittana    |

| 20 de abril   | Colo-Colo                 | 2 – 3     | Cerro Porteño               | Estádio Monumental, Santiago |
| 19:30 (UTC-3) | Jorquera 4' · Paredes 21' | Relatório | Fabbro 43', 88' · Piris 48' | Árbitro: URU Jorge Larrionda |

### Grupo 6
| Equipe            | Pts | J | V | E | D | GP | GC | SG  |
| ----------------- | --- | - | - | - | - | -- | -- | --- |
| Internacional     | 13  | 6 | 4 | 1 | 1 | 14 | 3  | +11 |
| Jaguares          | 9   | 6 | 3 | 0 | 3 | 6  | 8  | -2  |
| Emelec            | 8   | 6 | 2 | 2 | 2 | 4  | 5  | -1  |
| Jorge Wilstermann | 4   | 6 | 1 | 1 | 4 | 3  | 11 | -8  |

| 16 de fevereiro | Emelec        | 1 – 1     | Internacional | Estádio George Capwell, Guaiaquil |
| 19:00 (UTC-5)   | Giménez 90+4' | Relatório | Bolatti 79'   | Árbitro: ARG Néstor Pittana       |

| 16 de fevereiro | Jaguares                  | 2 – 0     | Jorge Wilstermann | Estádio Víctor Manuel Reyna, Tuxtla Gutiérrez |
| 20:15 (UTC-6)   | Salazar 66' · Esqueda 79' | Relatório |                   | Árbitro: VEN Juan Soto                        |

| 22 de fevereiro | Emelec      | 1 – 0     | Jorge Wilstermann | Estádio George Capwell, Guaiaquil |
| 19:30 (UTC-5)   | Morante 34' | Relatório |                   | Árbitro: CHI Jorge Osório         |

| 23 de fevereiro | Internacional                                       | 4 – 0     | Jaguares | Estádio Beira-Rio, Porto Alegre |
| 21:50 (UTC-3)   | Bolatti 20', 44' · Leandro Damião 66' · Oscar 90+1' | Relatório |          | Árbitro: URU Roberto Silvera    |

| 8 de março    | Jaguares                       | 2 – 1     | Emelec       | Estádio Víctor Manuel Reyna, Tuxtla Gutiérrez |
| 20:45 (UTC-6) | Torres 43' (pen) · Salazar 67' | Relatório | Menéndez 69' | Árbitro: VEN Marlon Escalante                 |

| 16 de março   | Jorge Wilstermann | 1 – 4     | Internacional                                                       | Estádio Félix Capriles, Cochabamba |
| 18:30 (UTC-4) | Brown 8'          | Relatório | Brown 16' (g.c.) · Leandro Damião 19' · Zé Roberto 25' · Kléber 82' | Árbitro: PAR Enrique Cáceres       |

| 16 de março   | Emelec           | 1 – 0     | Jaguares | Estádio George Capwell, Guaiaquil |
| 19:50 (UTC-5) | Quiroz 54' (pen) | Relatório |          | Árbitro: PER Víctor Carrillo      |

| 30 de março   | Internacional                                 | 3 – 0     | Jorge Wilstermann | Estádio Beira-Rio, Porto Alegre |
| 21:50 (UTC-3) | Oscar 18' · D'Alessandro 58' · Zé Roberto 72' | Relatório |                   | Árbitro: URU Darío Ubriaco      |

| 6 de abril    | Jaguares    | 1 – 0     | Internacional | Estádio Víctor Manuel Reyna, Tuxtla Gutiérrez |
| 17:30 (UTC-5) | Salazar 55' | Relatório |               | Árbitro: COL Wilmar Roldán                    |

| 7 de abril    | Jorge Wilstermann | 0 – 0     | Emelec | Estádio Félix Capriles, Cochabamba |
| 18:15 (UTC-4) |                   | Relatório |        | Árbitro: VEN Marlon Escalante      |

| 19 de abril   | Jorge Wilstermann              | 2 – 1     | Jaguares | Estádio Félix Capriles, Cochabamba |
| 19:15 (UTC-4) | Fábio Mineiro 76' · Torres 82' | Relatório | Frias 7' | Árbitro: PAR Julio Quintana        |

| 19 de abril   | Internacional                         | 2 – 0     | Emelec | Estádio Beira-Rio, Porto Alegre |
| 20:15 (UTC-3) | Rafael Sóbis 52' · Leandro Damião 84' | Relatório |        | Árbitro: COL Óscar Ruiz         |

### Grupo 7
| Equipe          | Pts | J | V | E | D | GP | GC | SG  |
| --------------- | --- | - | - | - | - | -- | -- | --- |
| Cruzeiro        | 16  | 6 | 5 | 1 | 0 | 20 | 1  | +19 |
| Estudiantes     | 10  | 6 | 3 | 1 | 2 | 9  | 11 | -2  |
| Deportes Tolima | 8   | 6 | 2 | 2 | 2 | 5  | 8  | -3  |
| Guaraní         | 0   | 6 | 0 | 0 | 6 | 2  | 16 | -14 |

| 15 de fevereiro | Deportes Tolima | 1 – 0     | Guaraní | Estádio Manuel Murillo Toro, Ibagué |
| 17:30 (UTC-5)   | Santoya 84'     | Relatório |         | Árbitro: ECU Omar Ponce             |

| 16 de fevereiro | Cruzeiro                                         | 5 – 0     | Estudiantes | Arena do Jacaré, Sete Lagoas                 |
| 22:00 (UTC-2)   | Wallyson 1', 82' · Roger 18' · Montillo 39', 59' | Relatório |             | Público: 10,955 Árbitro: PAR Carlos Amarilla |

| 22 de fevereiro | Cruzeiro                                            | 4 – 0     | Guaraní | Arena do Jacaré, Sete Lagoas |
| 19:15 (UTC-3)   | Wallyson 30', 64' · Farías 86' · Thiago Ribeiro 89' | Relatório |         | Árbitro: BOL Raúl Orosco     |

| 23 de fevereiro | Estudiantes    | 1 – 0     | Deportes Tolima | Estádio Ciudad de La Plata, La Plata |
| 19:30 (UTC-3)   | Barrientos 45' | Relatório |                 | Árbitro: URU Darío Ubriaco           |

| 2 de março    | Deportes Tolima | 0 – 0     | Cruzeiro | Estádio Manuel Murillo Toro, Ibagué |
| 17:30 (UTC-5) |                 | Relatório |          | Árbitro: URU Jorge Larrionda        |

| 9 de março    | Guaraní             | 1 – 2     | Estudiantes                   | Estádio Defensores del Chaco, Assunção |
| 21:45 (UTC-3) | Caballero 44' (pen) | Relatório | Barrientos 51' · González 53' | Árbitro: PER Víctor Carrillo           |

| 16 de março   | Cruzeiro                                                                                | 6 – 1     | Deportes Tolima | Arena do Jacaré, Sete Lagoas |
| 21:50 (UTC-3) | Montillo 3' · Wallyson 32' · Roger 62', 71' (pen) · Gilberto 88' · Thiago Ribeiro 90+2' | Relatório | Marrugo 71'     | Árbitro: ECU Carlos Vera     |

| 17 de março   | Estudiantes                            | 5 – 1     | Guaraní         | Estádio Ciudad de La Plata, La Plata |
| 19:15 (UTC-3) | López 2', 19', 59' · González 25', 82' | Relatório | Ju. Benítez 79' | Árbitro: URU Martín Vázquez          |

| 30 de março   | Deportes Tolima   | 1 – 1     | Estudiantes   | Estádio Manuel Murillo Toro, Ibagué |
| 17:30 (UTC-5) | Noguera 31' (pen) | Relatório | Fernández 23' | Árbitro: PER Víctor Rivera          |

| 30 de março   | Guaraní | 0 – 2     | Cruzeiro                            | Estádio Defensores del Chaco, Assunção |
| 21:50 (UTC-3) |         | Relatório | Thiago Ribeiro 17' · Ortigoza 90+2' | Árbitro: CHI Enrique Osses             |

| 13 de abril   | Estudiantes | 0 – 3     | Cruzeiro                                           | Estádio Ciudad de La Plata, La Plata |
| 21:50 (UTC-3) |             | Relatório | Thiago Ribeiro 11' · Wallyson 45+1' · Gilberto 82' | Árbitro: URU Roberto Silvera         |

| 13 de abril   | Guaraní | 0 – 2     | Deportes Tolima         | Estádio Defensores del Chaco, Assunção |
| 20:50 (UTC-4) |         | Relatório | Santoya 49' · Closa 69' | Árbitro: BOL Joaquín Antequera         |

### Grupo 8
| Equipe        | Pts | J | V | E | D | GP | GC | SG |
| ------------- | --- | - | - | - | - | -- | -- | -- |
| LDU Quito     | 10  | 6 | 3 | 1 | 2 | 12 | 4  | +8 |
| Peñarol       | 9   | 6 | 3 | 0 | 3 | 6  | 11 | -5 |
| Independiente | 8   | 6 | 2 | 2 | 2 | 7  | 8  | -1 |
| Godoy Cruz    | 7   | 6 | 2 | 1 | 3 | 8  | 10 | -2 |

| 17 de fevereiro | Godoy Cruz                      | 2 – 1     | LDU Quito  | Estádio Malvinas Argentinas, Mendoza |
| 22:15 (UTC-3)   | C. Sánchez 17' · N. Sánchez 60' | Relatório | Reasco 53' | Árbitro: URU Martín Vázquez          |

| 24 de fevereiro | Independiente                           | 3 – 0     | Peñarol | Estádio Libertadores de América, Avellaneda |
| 19:15 (UTC-3)   | Parra 47' · Pellerano 70' · Silvera 85' | Relatório |         | Árbitro: BRA Sálvio Fagundes                |

| 1 de março    | Godoy Cruz  | 1 – 3     | Peñarol                      | Estádio Malvinas Argentinas, Mendoza |
| 20:15 (UTC-3) | Ramírez 31' | Relatório | Olivera 1', 42' · Aguiar 67' | Árbitro: BRA Paulo de Oliveira       |

| 3 de março    | LDU Quito                               | 3 – 0     | Independiente | Estádio Casa Blanca, Quito |
| 20:30 (UTC-5) | Ambrosi 11' · Bolaños 52' · Urrutia 79' | Relatório |               | Árbitro: COL Óscar Ruiz    |

| 9 de março    | Peñarol    | 1 – 0     | LDU Quito | Estádio Centenario, Montevidéu |
| 20:30 (UTC-2) | Aguiar 57' | Relatório |           | Árbitro: PER Víctor Rivera     |

| 10 de março   | Independiente | 1 – 3     | Godoy Cruz                                  | Estádio Libertadores de América, Avellaneda |
| 21:45 (UTC-3) | Parra 16'     | Relatório | Fredes 28' (g.c.) · Rojas 32' · Ramírez 56' | Árbitro: ARG Patricio Loustau               |

| 17 de março   | LDU Quito                                                             | 5 – 0     | Peñarol | Estádio Casa Blanca, Quito |
| 19:30 (UTC-5) | Luna 22' · Calderón 45+1', 78' · Valdez 58' (g.c.) · Barcos 64' (pen) | Relatório |         | Árbitro: COL Wilmar Roldán |

| 23 de março   | Godoy Cruz  | 1 – 1     | Independiente | Estádio Malvinas Argentinas, Mendoza |
| 19:30 (UTC-3) | Ramírez 34' | Relatório | Defederico 1' | Árbitro: ARG Héctor Baldassi         |

| 31 de março   | Peñarol                   | 2 – 1     | Godoy Cruz           | Estádio Centenario, Montevidéu |
| 21:15 (UTC-3) | Olivera 42' · Freitas 71' | Relatório | Rodríguez 57' (g.c.) | Árbitro: BRA Héber Lopes       |

| 5 de abril    | Independiente   | 1 – 1     | LDU Quito            | Estádio Libertadores de América, Avellaneda |
| 21:15 (UTC-3) | Núñez 24' (pen) | Relatório | Velázquez 58' (g.c.) | Árbitro: PAR Carlos Torres                  |

| 12 de abril   | Peñarol | 0 – 1     | Independiente | Estádio Centenario, Montevidéu |
| 19:15 (UTC-3) |         | Relatório | Parra 33'     | Árbitro: PAR Antonio Arias     |

| 12 de abril   | LDU Quito                | 2 – 0     | Godoy Cruz | Estádio Casa Blanca, Quito     |
| 17:15 (UTC-5) | Bolaños 48' · Barcos 59' | Relatório |            | Árbitro: BRA Paulo de Oliveira |